# Friedrich-Schiller-Gymnasium Ludwigsburg
Das Friedrich-Schiller-Gymnasium ist ein Gymnasium in Ludwigsburg, das am 23. November 1720 von Herzog Eberhard Ludwig in dessen damaliger Residenzstadt als Lateinschule gegründet wurde. Die Schule zählt zu den ältesten Baden-Württembergs.

Die Bekanntheit des Friedrich-Schiller-Gymnasiums geht auf dessen Namensvater, den deutschen Dichter und Denker, Philosophen und Historiker Friedrich Schiller, zurück, der an dem Gymnasium von 1767 bis 1773 lernte und später kurzzeitig unterrichtete.

## Geschichte
Nachdem Herzog Eberhard Ludwig im Jahr 1718 die Stadt Ludwigsburg gegründet hatte, folgte bereits 1720 – auf Bitte des Stadtmagistrats – die Gründung einer Lateinschule, für die als erster Lehrer (Präzeptor) ein Benediktinermönch aus Melk vorgeschlagen wurde. Unter dessen Ägide wurde unter dem gewohnheitsmäßigen Ausschluss weiblicher Schüler der Betrieb einer einklassigen Schule aufgenommen. Im Laufe der 1720er Jahre stieg die Schülerzahl stark an, zumal der Herzog seine Residenz von Stuttgart nach Ludwigsburg verlegt hatte und damit die Einwohnerzahl in der Stadt stieg. Die Schule wechselte mehrmals ihren Sitz. Von 1767 bis 1773 besuchte Friedrich Schiller die Lateinschule. Weitere bedeutende Schüler waren der Lyriker Eduard Mörike, der die Schule in den Jahren 1811 bis 1817 besuchte, sowie der Schriftsteller, Philosoph und Theologe David Friedrich Strauss. 1768 wurde der Antrag, die Schule nach Stuttgarter Vorbild in ein Gymnasium umzuwandeln, aus Kostengründen abgelehnt. Gleichwohl wuchs das Schüleraufkommen. Friedrich Schiller besuchte Ludwigsburg und seinen ehemaligen Lehrer Jahn und erteilte Geschichtsunterricht an der Lateinschule. Ab 1797 wurden neben dem einzigen Hauptfach Latein als Pflichtfächer Dialektik und Rhetorik eingeführt. Untergeordnet ließen sich auch Stunden in Arithmetik, Geographie und allgemeiner und württembergischer Geschichte wählen. Zwischen 1802 und 1827 ergingen zwei grundlegende Schulreformen, die die Lateinschule in einen gymnasialen Status führten.
Zwischen 1828 und 1897 präsentierte sich die Schule als „Königliches Lyzeum“ in Ludwigsburg. 1895 wurde ein Antrag auf Einrichtung eines Vollgymnasiums gestellt. Dem Antrag wurde 1897 stattgegeben, woraufhin 1898 das erste Abitur abgenommen werden konnte. Nach zweijähriger Bauzeit wurde in der Alleenstraße ein neues Schulhaus eingeweiht. 1937 erhielt die Schule durch Erlass des Kultusministers den Namen Friedrich-Schiller-Oberschule.
Von 1940 bis 1945 dienten Teile des Schulgebäudes während des Zweiten Weltkriegs als Lazarett. Im November 1945 konnte das Gymnasium mit Genehmigung der Alliierten Militärregierung wieder eröffnet werden und wurde zum Zwecke der Aufnahme von Flüchtlingen umgehend wieder geräumt. Am 1. September des Jahres wurde die Schule wieder eröffnet.
Im Jahr 1970 erhielt die Schule einen Erweiterungsbau. Russisch kann seither als dritte Fremdsprache gewählt werden. 2001 wurde der achtjährige Zug (G8 alt) eingeführt.
2008 wurden durch einen Brand im Erweiterungsbau große Teile der naturwissenschaftlichen Sammlungen beschädigt. Der naturwissenschaftliche Unterricht fand ein knappes Jahr unter erschwerten Bedingungen statt.

## Leitbild der Schule
Das Leitbild der Schule ist geprägt durch „Gemeinschaft“, was bedeutet, dass der Einzelne in seiner Persönlichkeit angenommen und respektiert wird. Präventionen und Gesundheitsförderung gelten als Grundprinzipien der Erziehung. Ebenso die Zusammenarbeit von Schülerinnen und Schülern, Eltern, Lehrerinnen und Lehrern in offener Begegnung. Somit soll jedem Schüler eine optimale Selbstverwirklichung ermöglicht werden.

## Schulträger
Schulträger des Friedrich-Schiller-Gymnasiums ist die Stadt Ludwigsburg (Gemeinde).

## Persönlichkeiten

### Bekannte Lehrer
- Johann Ulrich Schwindrazheim (1737–1813), Dichter und Geistlicher
- Franz Bader (1922–2018), Physiker

### Bekannte Schüler
- Friedrich Schiller (1759–1805), Dichter, Dramatiker
- Justinus Kerner (1786–1862), Dichter und Mediziner[2]

- Eduard Mörike (1804–1875), Dichter

- David Friedrich Strauß (1808–1875), Schriftsteller, Philosoph und Theologe

- Heinrich von Abel (1825–1917), Jurist und Oberbürgermeister von Ludwigsburg
- Thomas Eggensperger (* 1963), katholischer Theologe, Abitur 1982
- Bernd Heinze (* 1960), Diplomat, Abitur 1979
- Ingrid Hönlinger (* 1964), Rechtsanwältin und Politikerin (Grüne), Abitur 1983
- Georg Friedrich von Jaeger (1766–1840), Forstwirt und Verwaltungsbeamter
- Hugo Lindemann (1867–1949), in Bensheim, deutscher Hochschullehrer und MdR (SPD)
- Roland Mauch (* 1944), Diplomat, Abitur
- Hartmut Michel (* 1948), Biochemiker, Abitur 1967, Nobelpreis 1988
- Alexandra Rojkov (* 1988), Journalistin, Abitur 2007
- Andreas Schockenhoff (1957–2014), Politiker (CDU), Abitur 1976
- Eberhard Schockenhoff (1953–2020), Moraltheologe und Priester, Abitur
- Fritz Teufel (1943–2010), Kommunarde, Abitur
- Gerhard Thiele (* 1953), Astronaut, Abitur 1972
- Werner Stegmaier (* 1946), Philosoph, Abitur 1966
- Matthias Wissmann (* 1949), Politiker (CDU), Abitur 1968
- Jan Zeitler (* 1970), Oberbürgermeister von Überlingen, Abitur 1990

### Schülergruppierungen und Schülerorganisationen
An der Schule gibt es folgende Schülergruppierungen und Schülerorganisationen:
- Schülermitverantwortung[3]
- Schutzengel (Streitschlichter)[4]
- Schillermedia[5]
- Hausaufgabenhilfe[6]
- Weltethos[7]